# 一氧化镍
一氧化镍，是镍的一种氧化物，化学式为NiO，其中镍的氧化态是+2。因常态下该物质为绿色粉末，故又称绿色氧化镍，以区别于主要成分为三氧化二镍的黑色氧化镍。一氧化镍广泛用于陶瓷和玻璃工业上，可以制造半导体薄膜，还可以作有机化合物氧化过程中的催化剂。

## 组成与结构
像很多二元金属氧化物一样，一氧化镍也是一种非整比化合物。即由于晶体缺陷等因素，一氧化镍中镍和氧的比例并非是严格的1:1，而是在1：1周围波动。镍与氧的原子比例影响着氧化镍粉末的颜色，当镍与氧的比例接近1：1时理想比例时，一氧化镍是绿色粉末，但当偏离较多时，为黑色粉末。
NiO的晶体结构与氯化钠类似，即面心立方，其中每个Ni2+（右图中较小的紫色原子）周围有六个最近距离的O2−（图中较大的绿色原子），氧原子形成正八面体，镍原子处于其中心；反之亦然，氧原子也处于镍原子形成的正八面体中。整个晶体可以看作是呈面心立方点阵排布的Ni2+和同样呈面心立方的O2−交错而成，只是两个点阵的基元位置不同。

## 制备与性质
一氧化镍可通过多种方法制取。在400度以上，镍的粉末可以和氧气生成一氧化镍和三氧化二镍的混合物。在1000度左右镍可以和水反应生成一氧化镍，若有一氧化镍加入可以提高这一反应的速率。
目前最普遍和成功的制备方法是加热分解多种镍的二价化合物，比如氢氧化镍（Ni(OH)2）、硝酸镍（Ni(NO3)2）和碳酸镍（NiCO3）来制取一氧化镍。
Ni(NO3)2 → 2 NiO + 4 NO2 + O2 硝酸镍的热解
NiCO3 → NiO + H2O + CO2 碳酸镍的热解
一氧化镍室温具有反磁性，磁矩为1.3玻尔磁子。不溶于水，可以与酸反应，但高温煅烧过的一氧化镍不易与酸反应。一氧化镍具有一定的氧化性，可以被还原性物质如氢气、一氧化碳还原为金属镍。
NiO+H2 → Ni+H2O

## 用途

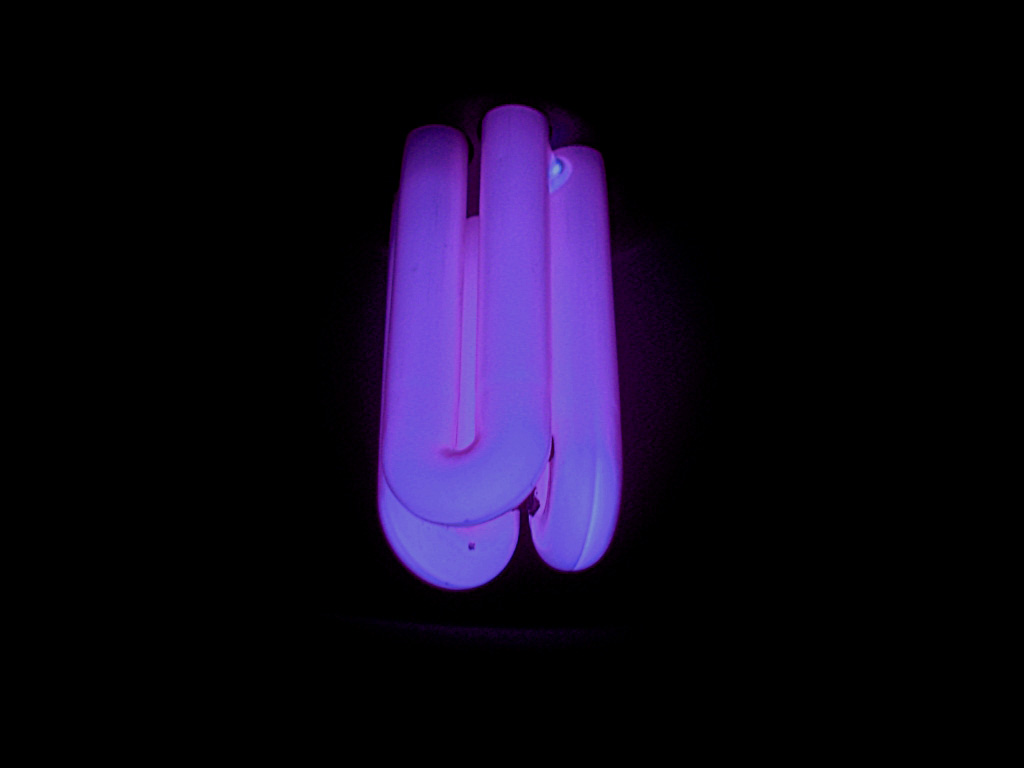
伍德玻璃作的紫外灯

### 陶瓷与玻璃
一氧化镍是浅绿色或黑色的粉末，所以最早被用于调配给陶瓷上色的釉料，但由于一氧化镍在烧制过程中会发生氧化反应而变色，所以带有高含量一氧化镍釉料的瓷器会在烧结过程中变色，不容易取得所需的颜色。此外，由于可以增加金属表面和釉料之间的亲和性，一氧化镍也被用于搪瓷生产中。
加入一氧化镍可以使玻璃变色，同时改变玻璃的结构和性质，减弱玻璃对紫外部分的吸收，增大玻璃对可见光部分的吸收，比如制造滤过紫外线灯常用的伍德玻璃，即是在含钡的玻璃里加入9%的一氧化镍，吸收掉可见光的部分，使得发射出的灯光几乎都是波长为320-400纳米的长波紫外线，可用于检查真菌感染
。

### 催化剂
一氧化镍可用作催化剂。由于是非整比化合物，一氧化镍的表面会有多余的二价镍离子或者三价镍离子，从而对各种氧的阴离子如 O2-, O2-, and O22-有较强的吸引力，促使他们留在一氧化镍的表面上与一氧化碳或有机烃类气体反应，从而可以加速一氧化碳或其他有机化合物如甲烷的氧化过程。

### 电池与半导体器件
1901年爱迪生使用一氧化镍作为阴极，铁为阳极，发明了镍铁电池。在镍镉电池刚发现的时候，也是使用一氧化镍作电极，但由于低温性能不好和制造成本较高，现在已经逐渐被锂电池取代了。但近来，一氧化镍的p型半导体（表面含有多余正离子）特性开始引起研究者的注意，当一氧化镍吸附气体或外加电场后，其表面的镍离子数目发生变化，从而改变一氧化镍的导电性和颜色，因此一氧化镍薄膜可以被用于制造电阻型半导体气敏元件和电致变色(electrochromic)器件。

## 对健康的影响
通过对仓鼠的实验发现，吸入的一氧化镍粉尘会在肺中沉积，经过100天之后仍有40%的一氧化镍留在肺中。长期吸入一氧化镍可能会导致肺部疾病，比如哮喘。